# Havarikommissionen
Havarikommissionen for Civil Luftfart og Jernbane (haverikommissionen för civil luftfart och järnväg), ofta bara kallad Havarikommissionen är en enhet under Transportministeriet i Danmark. Den utreder olyckor och tillbud inom flyg- och järnvägsektorn i Danmark, Grönland och Färöarna. Kommissionen kan också delta i utländska utredningar om danska passagerare eller ett danskregistrerat flygplan eller tåg är inblandade i olyckan.
Kommissionen fördelar inte skuld eller ansvar, men genom opartiska undersökningar måste den ge rekommendationer för att förhindra olyckor och incidenter i framtiden. Rekommendationerna lämnas till berörda myndigheter, vilket i Danmark vanligtvis är Trafikstyrelsen. Inom luftfarten ges de också till Europeiska byrån för luftfartssäkerhet (EASA), som på vissa områden har en gemensam europeisk myndighetsroll. Inom järnvägssektorn samarbetar kommissionen med Europeiska unionens järnvägsbyrå (ERA).
Kommissionens har omkring anställda och en budget (2024) på drygt 14 miljoner DKK.